# Colonia Constitución, Oaxaca
Colonia Constitución är en ort i Mexiko.   Den ligger i kommunen San Andrés Teotilálpam och delstaten Oaxaca, i den sydöstra delen av landet, 300 km sydost om huvudstaden Mexico City. Colonia Constitución ligger 1 515 meter över havet och antalet invånare är 240.
Terrängen runt Colonia Constitución är bergig norrut, men söderut är den kuperad. Runt Colonia Constitución är det ganska glesbefolkat, med 30 invånare per kvadratkilometer. Närmaste större samhälle är San Bartolomé Ayautla, 11,7 km norr om Colonia Constitución. I omgivningarna runt Colonia Constitución växer i huvudsak städsegrön lövskog.